# Modulació per desplaçament d'amplitud i fase
APSK o APK (de l'anglès Amplitude/Phase [-Shift] Keying) és una modulació por desplaçament d'amplitud i fase amb els símbols situats sobre circumferències concèntriques en el pla IQ en lloc d'estar disposades en forma rectangular como en QAM. Hi ha combinacions entre diferents mètodes de modulació que donin resultat a noves constel·lacions. En el fons són diferents maneres d'entendre els mateixos conceptes, perquè tot es basa a donar diferents valors als senyals I(t) i Q(t), que al ponderar les ones sinusoidals desfasades que posteriorment se sumen, creen una nova ona sinusoidal amb una fase i una amplitud concretes. Un exemple d'aquestes combinacions és la modulació APSK, on es combina PSK i modulació per desplaçament d'amplitud per obtenir constel·lacions que es representen com a cercles concèntrics de diferents amplituds i nombre de símbols. En aquest cas també s'anomenen M-APSK, denotant així el nombre de símbols total. Una constel·lació 16-APSK mostraria la següent forma:
Les modulacions M-APSK seran les utilitzades en el futur pels nous estàndards de transmissió per satèl·lit, però actualment no són utilitzades de forma massiva en cap sistema de comunicacions.

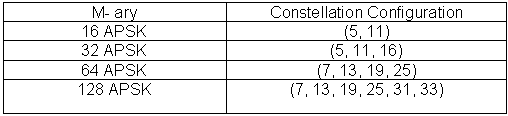
Configuració de constel·lacions per diferents M de la modulació APSK.